# Rolf Wolfshohl

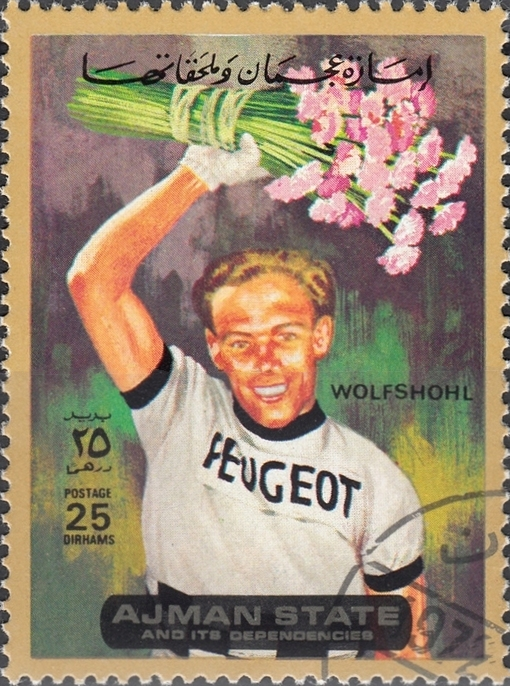
Wolfshohl 1972 auf einer Briefmarke

Rolf Wolfshohl (* 27. Dezember 1938 in Köln; † 18. September 2024) war ein deutscher Radrennfahrer. Während seiner Profilaufbahn in den 1960er und 1970er Jahren war er einer der erfolgreichsten Sportler Deutschlands.

## Biographie

### Jugend und Ausbildung
Rolf Wolfshohl wuchs im Kölner Stadtteil Buchheim auf. Während des Zweiten Weltkrieges wurde die Familie – Mutter mit zwei Kindern – nach Jena evakuiert, der Vater starb in den letzten Kriegstagen. 1947 kehrte die Familie zurück nach Köln. Mit 14 Jahren begann er eine Lehre als Zerspanungsmechaniker bei Klöckner-Humboldt-Deutz in Köln-Mülheim. Täglich fuhr er mit dem Fahrrad zur Arbeit; unterwegs sah Wolfshohl, der zu Schulzeiten als unsportlich galt und auch mal eine „Fünf“ in Sport bekommen hatte, die Radsportler des RC Tempo Mülheim auf der Merheimer Heide trainieren und begann, sich für den Radsport zu begeistern. Er schloss sich mit einer geliehenen Ausrüstung dem Verein an. Sein Vorbild war Jupp Arents, deutscher Meister von 1938, unter dem er auch trainierte.

### Sportliche Laufbahn
1956 wurde Rolf Wolfshohl deutscher Jugendmeister im Straßenrennen, zwei Jahre später deutscher Meister der Elite im Querfeldeinrennen (heutige Bezeichnung Cyclocross). Auf Betreiben von Otto Weckerling, dem Chef des Dortmunder Sechstagerennens, sollte Wolfshohl auf die Bahn geholt werden. Doch bei seinem einzigen Sechstage-Start gab er das Rennen auf und konzentrierte sich fortan auf Querfeldeinrennen. Für eine intensivere Beschäftigung mit dem Querfeldeinsport wurde er eine Zeit lang Mitglied im luxemburgischen Verein UC du Nord und bestritt viele Rennen in Luxemburg. Als Amateur gewann er 1959 mit der belgischen Limburg-Rundfahrt eines der bedeutendsten Rennen in Belgien.
Wolfshohls größtes Ziel war allerdings ein Sieg bei der Tour de France, bei der er zwischen 1962 und 1972 neunmal startete und wo er – abgeleitet von seinem Namen – respektvoll le loup (Der Wolf) genannt wurde. 1967 sowie 1970 gewann er jeweils eine Etappe. 1968 trug er zwei Tage lang das Gelbe Trikot und belegte mit Rang sechs seinen besten Platz in der Gesamtwertung, nachdem er während des Rennens gestürzt war.
Insgesamt wurde er im Laufe seiner Karriere 14-mal deutscher Meister, davon 13-mal im Querfeldeinrennen und einmal, 1968, im Straßenrennen. 1960 errang er den ersten von drei Weltmeistertiteln im Querfeldein (zusätzlich 1961 und 1963); insgesamt holte er zwölf WM-Medaillen (Silber: 1959, 1965, 1967, 1969, 1972; Bronze: 1958, 1966, 1970, 1973) bei 14 Teilnahmen zwischen 1957 und 1975. Nach seinem zweiten Platz bei den Cyclocross-Weltmeisterschaften 1968 wurde Wolfshohl positiv auf ein Dopingmittel getestet. Er erklärte den Befund mit der Einnahme eines Mittels gegen eine Erkältung. Nachdem auch die B-Probe positiv ausgefallen war, wurde er im April für vier Wochen gesperrt.
Seine größten Erfolge im Straßenradsport waren der Sieg bei der Vuelta a España 1965, als er für das Radsportteam Mercier fuhr, und bei Paris–Nizza 1968. Bei den Monumenten des Radsports konnte er sich zweimal als Zweiter platzieren: 1962 bei Lüttich–Bastogne–Lüttich und 1963 bei Mailand–Sanremo. 1962 gewann er den Grand Prix d’Orchies. 1973 bestritt er sein Abschlussrennen. Auf der Bahn fuhr er selten. 1959 wurde er Vizemeister in der Einerverfolgung hinter Rudi Altig.
Wolfshohl galt als hypernervöser und individualistischer Mensch, dem durch seine Charaktereigenschaften Schwierigkeiten in seinen Mannschaften erwuchsen.

### Familie und Berufliches
Wolfshohls Sohn Rolf-Dieter (1960–2011) war ebenfalls Radrennfahrer. Bei den deutschen Straßen-Meisterschaften 1984 brach er sich bei einem Massensturz einen Halswirbel und war seitdem bis zum Hals gelähmt. Er starb am 13. November 2011. Die Tochter Monika (1962–2023) starb ebenfalls vor ihm.
Nach dem Ende seiner aktiven Radsportlaufbahn war Rolf Wolfshohl Sportlicher Leiter des Radsportteams Rokado. Von 1995 bis 2000 war er ehrenamtlicher Sportlicher Leiter des Rennens Rund um Köln. Er betrieb gemeinsam mit seiner Frau ein Radsportgeschäft mit Rahmenbauwerkstatt (Marke „rowona“), das sich zunächst in Köln-Rath befand und anschließend in Köln-Neubrück beheimatet war. Er wohnte im Bergischen Land und fuhr täglich mit dem Rad zur Arbeit. Er engagierte sich für den Radsportnachwuchs im RSC „le loup“.
1997 wurde Wolfshohl mit dem Verdienstorden der Bundesrepublik Deutschland ausgezeichnet.
Er starb 2024 im Alter von 85 Jahren und wurde in der Familiengrabstätte auf dem Kölner Melaten-Friedhof beigesetzt.

## Grand Tours-Platzierungen
| Grand Tour            | 1961 | 1962 | 1963 | 1964 | 1965 | 1966 | 1967 | 1968 | 1969 | 1970 | 1971 |
| --------------------- | ---- | ---- | ---- | ---- | ---- | ---- | ---- | ---- | ---- | ---- | ---- |
| Vuelta a EspañaVuelta | –    | –    | –    | –    | 1    | –    | 15   | –    | 6    | DNF  | 20   |
| Giro d’ItaliaGiro     | –    | –    | –    | –    | –    | –    | –    | –    | –    | –    | –    |
| Tour de FranceTour    | –    | 15   | DNF  | –    | DNF  | 39   | 31   | 6    | –    | 37   | 71   |